# Sárvár
Sárvár  este un oraș în districtul Sárvár, județul Vas, Ungaria, având o populație de 15.155 de locuitori (2011). 

## Demografie
Componența etnică a orașului Sárvár
     Maghiari (96%)
     Romi (1,53%)
     Germani (1,43%)
     Necunoscut (0,62%)
     Alții (0,42%)
Componența confesională a orașului Sárvár
     Romano-catolici (59,95%)
     Luterani (5,05%)
     Fără religie (3,95%)
     Reformați (1,57%)
     Necunoscută (28,7%)
     Alte religii (1,39%)
Conform recensământului din 2011, orașul Sárvár avea 15.155 de locuitori. Din punct de vedere etnic, majoritatea locuitorilor (96,0%) erau maghiari, existând și minorități de romi (1,53%) și germani (1,43%). Apartenența etnică nu este cunoscută în cazul a 0,62% din locuitori.  Din punct de vedere confesional, majoritatea locuitorilor (59,95%) erau romano-catolici, existând și minorități de luterani (5,05%), persoane fără religie (3,95%) și reformați (1,57%). Pentru 28,7% din locuitori nu este cunoscută apartenența confesională.